# Sinterbims
Sinterbims ist ein durch Sinterung von Waschbergen und anderen Stoffen gewonnenes grobporiges Material, das als Betonzuschlag verwendet werden kann. Der Ursprung des Materials geht zurück auf ein innovatives Konzept der Stadt Frankfurt am Main, den Trümmerschutt der Luftangriffe des Zweiten Weltkriegs zu beseitigen.

## Geschichte
Der Zweite Weltkrieg hinterließ mehr als eine Milliarde Tonnen Schutt und Gestein in Deutschland, 14 Millionen Tonnen Trümmer lagen in Frankfurt. Um die Trümmermenge zu beseitigen und  für den Wiederaufbau zu nutzen, gründete die Stadt zusammen mit Frankfurter Industrieunternehmen im Oktober 1945 die gemeinnützigen Trümmerverwertungsgesellschaft mbH (TVG). Sie konnte mit innovativen technischen Verfahren den Aufräum- und Wiederaufbauprozess erheblich beschleunigen. Anfangs konzentrierte man sich auf die Wiederverwertung von Altmetallen, Steinen und Ziegeln. Man wollte jedoch eine möglichst hundertprozentige Recyclingquote erreichen und auch aus dem Feinschutt einen wertvollen Rohstoff gewinnen – den Sinterbims. Aus ihm entstanden neue Baustoffe, und aus der zerstörten Stadt entstand buchstäblich das neue Frankfurt.
Die Aufbereitungs- und Verwertungsanlage für Trümmerschutt wurde von der Firma Lurgi projektiert, einem Tochterunternehmen der Metallgesellschaft. Beide Unternehmen waren neben den Baufirmen Philipp Holzmann und Wayss & Freytag sowie der Stadt Frankfurt am Main an der Betreibergesellschaft beteiligt. Die Verwertung der Trümmer begann in zunächst provisorisch eingerichteten Fertigungsanlagen. Bis zum Herbst 1947 wurden bereits rund 300.000 Vollsteine und 400.000 Dachziegel hergestellt nach dem in Deutschland und im Ausland vielbeachtete so genannte Frankfurter Verfahren.